# Primera Categoría de waterpolo 1977
La temporada 1977 del campeonato de Primera Categoría fue la 12.ª edición de la máxima categoría de la Liga española de waterpolo masculino y la 46.ª edición del Campeonato de España. Se disputó entre el 22 de enero y el 11 de junio de 1977. El CN Montjuïc (CN Montjuich según la denominació oficial del momento) se proclamó campeón por segunda temporada consecutiva.

## Sistema de competición
La competición fue organizada por la Federación Española de Natación. Como en temporadas precedentes, tomaron parte ocho equipos, integrados en un grupo único. Siguiendo un sistema de liga, los ocho equipos se enfrentaron todos contra todos en dos ocasiones, una en su piscina local y otra como visitantes.
La clasificación final se estableció con arreglo a los puntos obtenidos en cada enfrentamiento, a razón de dos por partido ganado, uno por empatado y ninguno en caso de derrota. 

### Efectos de la clasificación
El equipo que más puntos sumó al final del campeonato fue proclamado campeón de liga y obtuvo el derecho automático a participar en la siguiente edición de la Copa de Europa de waterpolo. El subcampeón obtuvo una plaza para participar en la Recopa de Europa de la próxima temporada.
Por su parte, el último clasificado descendió a Segunda Categoría y el penúltimo disputó una promoción de permanencia. La plaza de ascenso directo y de promoción desde la Segunda Categoría se decidió en una fase ascenso disputada entre los mejores equipos de esa división.

## Clasificación
| Pos. | Equipo         | Pt | P.J. | P.G. | P.E. | P.P. | G.F. | C.C. |
| ---- | -------------- | -- | ---- | ---- | ---- | ---- | ---- | ---- |
| 1    | CN Montjuich   | 27 | 14   | 13   | 1    | 0    | 123  | 52   |
| 2    | CN Barcelona   | 25 | 14   | 12   | 1    | 0    | 164  | 46   |
| 3    | CN Barceloneta | 17 | 14   | 7    | 3    | 4    | 100  | 76   |
| 4    | CN Tarrasa     | 12 | 14   | 4    | 4    | 6    | 97   | 103  |
| 5    | CN Helios      | 11 | 14   | 6    | 0    | 8    | 96   | 101  |
| 6    | CN Manresa     | 10 | 14   | 4    | 2    | 8    | 105  | 118  |
| 7    | Canoe NC       | 8  | 14   | 2    | 4    | 8    | 81   | 122  |
| 8    | CN Martorell   | 1  | 14   | 0    | 1    | 13   | 54   | 202  |

Fuente: «El Mundo Deportivo»
|  | Campeón de liga y clasificado para la Copa de Europa 1977-78      |
|  | Clasificado para la Recopa de Europa 1977-78                      |
|  | Clasificado para la promoción de permanencia en Primera Categoría |
|  | Desciende a Segunda Categoría                                     |

## Plantilla del campeón
Jugadores del CN Montjuic durante la temporada 1978:
| - Salvador Franch - Jaume Puig - Josep Gasch - Jorge Alonso | - Enric Bertrán - Carlos Martínez - Joan Sans - José Antonio Martínez | - Juan López - Ponç Puigdevall - Gabriel Villarrubia - Jaume Fité |